# Santovka
Santovka (Hongaars: Szántó) is een Slowaakse gemeente in de regio Nitra, en maakt deel uit van het district Levice. Santovka telt 771 inwoners. De gemeente staat nationaal bekend om zijn mineraalwaterbronnen. 

## Geografische ligging
De gemeente ligt in het Santov-hoogland dat deel uit maakt van het noordoosten van het Donau-bergland. De Búr, een zijrivier van de Ipeľ, stroomt door Santovka heen. De gemeente ligt op een hoogte van 160 meter boven zeeniveau.  
De stad Levice ligt 16 km ten noordwesten van Santovka, Šahy 20 km ten zuidoosten, Štúrovo 47 km ten zuiden en Nitra 68 kilometer ten westen. De gemeente grenst aan Hontianska Vrbica, Demandice, Bory en Domadice. 

## Geschiedenis
De geschiedenis van de gemeente is nauw verbonden met de mineraalwaterbronnen die al worden genoemd in documenten uit 1276.  Momenteel bestaat de gemeente uit twee delen. Santovka zelf en Malinovec dat vroeger Magyarovce heette. De twee delen fuseerden in 1964 en gebruiken de gemeenschappelijke naam Santovka. Het staat zowel bekend om zijn geschiedenis als, in de moderne tijd, vooral om zijn koolzuur- en thermale bronnen. Dit leidde tot de oprichting van een kuuroord en een recreatiegebied.

## Cultuur en bezienswaardigheden

### Bezienswaardigheden
- Rooms-katholieke kerk van Onze-Lieve-Vrouw van de Assumptie. Het interieur van de kerk is gewelfd met een Pruisisch gewelf. Het hoofdaltaar met de afbeelding van de Tenhemelopneming van de Maagd Maria dateert uit de tijd van de stichting van de kerk. Het zijaltaar van St. Antonius van Padua en andere meubels van de kerk dateren uit de tweede helft van de 18e eeuw.
- De Evangelische Kerk van Santovka is een kerk zonder toren, uit 1911 De kerk heeft een plat plafond.